# Hind Al-Abadleh
Hind Al-Abadleh (arabisch هند العبادلة; gest. 9. Januar 2025) war eine emiratisch-kanadische Professorin für Chemie, zuletzt an der University of Texas at El Paso. Sie erforschte die physikalische Chemie von Umweltgrenzflächen und von Aerosolen sowie den Klimawandel.

## Kindheit und Ausbildung
Al-Abadleh wuchs in den Vereinigten Arabischen Emiraten auf, wo sie sich während der Highschool für Chemie zu interessieren begann. Sie war begeistert davon, dass Wissenschaft zum Schutz der Umwelt eingesetzt werden kann. Sie studierte ab 1995 Chemie an der United Arab Emirates University und machte 1999 ihren Abschluss. 1999 nahm sie ihr Promotionsstudium an der University of Iowa auf und erwarb 2003 ihren Doktortitel. Sie wurde mit dem Dissertationspreis der University of Iowa in Mathematik, Physik und Ingenieurwesen ausgezeichnet.

## Forschung
Sie wechselte 2003 an die Northwestern University in den Vereinigten Staaten, um dort mit einem Postdoc-Stipendium mit dem deutsch-US-amerikanischen Chemiker Franz Geiger zu arbeiten. 2005 wurde sie als Assistenzprofessorin an die Fakultät für Chemie der Wilfrid Laurier University in Waterloo (Ontario), Kanada berufen und schließlich zur ordentlichen Professorin befördert. Sie erhielt einen Research Corporation Cottrell College Science Award, um die Oberflächenwechselwirkungen von Arsenorganischen Verbindungen mit Geosorbentien spektroskopisch zu untersuchen. Al-Abadleh ist außerordentliche Professorin an der University of Waterloo. Sie war außerdem Gastprofessorin an der University of Toronto und der Trent University (als erste Ray-March-Gastprofessorin). Der Petro-Canada-Preis 2008 ermöglichte es ihr, organisches Arsen in Boden und Wasser zu untersuchen. Ihre Forschung wurde von der American Chemical Society, dem Ministerium für Forschung und Innovation von Ontario, Imperial Oil und der Canadian Foundation for Climate and Atmospheric Sciences unterstützt. Sie untersucht die Alterung von Aerosolen mithilfe von Computerchemie, mathematischer Modellierung und Spektroskopie. Sie hielt 2014 einen Vortrag bei TEDx Laurier University, To Dream and To Act. 2015 veröffentlichte sie eine Studie, die zeigte, dass wässrige Phasenreaktionen von Guajacol und Brenzkatechin mit Eisen zur Bildung sekundärer farbiger Partikel führen. Diese Studie zeigte neben der Partikelnukleation und dem Wachstum aus Gasphasenvorläufern zusätzliche Wege für das Partikelwachstum in der Atmosphäre auf.
Im Jahr 2018 wurde sie zur Fulbright Canada Research Chair in Climate Change ernannt und arbeitete 2019 an der University of California, Irvine. Diese Position ermöglichte es ihr, einen Kurs über Umweltkatalyse zu unterrichten und Forschung zur Mehrphasenchemie in atmosphärischen Aerosolen, die durch Metalle katalysiert werden, zu betreiben. Sie war außerdem Vorstandsmitglied von Nano Ontario, einer gemeinnützigen Organisation, die akademische, staatliche und industrielle Mitglieder fördert, die Nanotechnologie in Ontario einsetzen.
Ab August 2024 war Al-Abadleh Professorin und Vorsitzende des Department of Earth, Environmental, and Resource Sciences an der University of Texas at El Paso. Sie verstarb am 9. Januar 2025 im Alter von 47 Jahren.

## Veröffentlichungen
- Hind A. Al-Abadleh, V. H. Grassian: FT-IR Study of Water Adsorption on Aluminum Oxide Surfaces. In: Langmuir. 19. Jahrgang, Nr. 2, 1. Januar 2003, ISSN 0743-7463, S. 341–347, doi:10.1021/la026208a (englisch).
- Mohammad A. Rahman, Hind A. Al-Abadleh: Surface Water Structure and Hygroscopic Properties of Light Absorbing Secondary Organic Polymers of Atmospheric Relevance. In: ACS Omega. 3. Jahrgang, Nr. 11, 30. November 2018, ISSN 2470-1343, S. 15519–15529, doi:10.1021/acsomega.8b02066, PMID 31458208, PMC 6644084 (freier Volltext) – (englisch).
- Ashley Tran, Geoffrey Williams, Shagufta Younus, Nujhat N. Ali, Sandra L. Blair, Sergey A. Nizkorodov, Hind A. Al-Abadleh: Efficient Formation of Light-Absorbing Polymeric Nanoparticles from the Reaction of Soluble Fe(III) with C4 and C6 Dicarboxylic Acids. In: Environmental Science & Technology. 51. Jahrgang, Nr. 17, 5. September 2017, ISSN 0013-936X, S. 9700–9708, doi:10.1021/acs.est.7b01826, PMID 28753002, bibcode:2017EnST...51.9700T (englisch).
- Arthur Situm, Mohammad A. Rahman, Nicholas Allen, Nadine Kabengi, Hind A. Al-Abadleh: ATR-FTIR and Flow Microcalorimetry Studies on the Initial Binding Kinetics of Arsenicals at the Organic–Hematite Interface. In: The Journal of Physical Chemistry A. 121. Jahrgang, Nr. 30, 3. August 2017, ISSN 1089-5639, S. 5569–5579, doi:10.1021/acs.jpca.7b03426, PMID 28691808, bibcode:2017JPCA..121.5569S (englisch).
- Adrian Adamescu, Ian P. Hamilton, Hind A. Al-Abadleh: Density functional theory calculations on the adsorption of monomethylarsonic acid onto hydrated iron (oxyhydr)oxide clusters. In: Computational and Theoretical Chemistry. 1109. Jahrgang, 1. Juni 2017, ISSN 2210-271X, S. 58–63, doi:10.1016/j.comptc.2017.03.033 (englisch).
- Adrian Adamescu, I. P. Hamilton, Hind A. Al-Abadleh: Dispersion Effects on the Thermodynamics and Transition States of Dimethylarsinic Acid Adsorption on Hydrated Iron (Oxyhydr)oxide Clusters from Density Functional Theory Calculations. In: The Journal of Physical Chemistry A. 120. Jahrgang, Nr. 46, 23. November 2016, ISSN 1089-5639, S. 9270–9280, doi:10.1021/acs.jpca.6b08367, PMID 27792343, bibcode:2016JPCA..120.9270A (englisch).

### Auszeichnungen
- 2018 Wilfrid Laurier University Faculty Association Merit Award[10]
- 2018 Environmental Science Leader of the Society of Environmental Toxicology and Chemistry[14]
- 2017 Kitchener-Waterloo Coalition of Muslim Women Women Who Inspire Award[15]
- 2016 Canadian Arab Institute in Toronto Canadian Arab to Watch[1]
- 2016 Muslim Awards for Excellence (MAX) Platinum Award of Excellence[16]
- 2016 Wilfrid Laurier University Faculty Association Merit Award[10]
- 2012 Wilfrid Laurier University Faculty Association Merit Award
- 2008 Petro-Canada Young Innovator Award[4]